# 查爾斯·吉布森
查爾斯·德伍夫·“查理”·吉布森（英語：Charles deWolf "Charlie" Gibson，1943年3月9日—）是一位美國記者。他在1987年至1998年和1999年至2006年期間是《早安美國》節目的主持人。在2006年至2009年期間是《ABC世界新聞》節目的主持人。

## 外部連結
- ABC News Bio （页面存档备份，存于）
- Charles Gibson's Official Facebook Page （页面存档备份，存于）
- Charlie Gibson's Goodbye Speech on GMA （页面存档备份，存于）
- Charlie Gibson Tribute Videos （页面存档备份，存于）
- Photos: Celebrating Charlie's 19 years （页面存档备份，存于）
- 查爾斯·吉布森在互联网电影资料库（IMDb）上的資料（英文）
- C-SPAN內的頁面（英文）